# Adolph Schwarzenberg

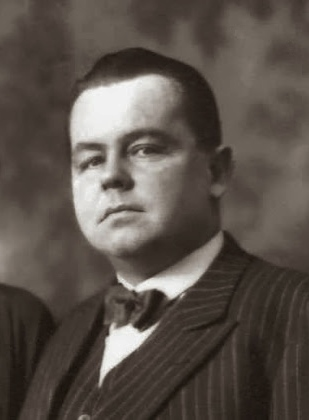
Adolf Schwarzenberg

Adolph (Fürst zu) Schwarzenberg (* 18. August 1890 in Frauenberg, Böhmen; † 27. Februar 1950 in Bordighera, Italien) war ein böhmischer Adliger und wurde 1938 einer der größten Grundbesitzer der Tschechoslowakei.

## Leben
Adolph Schwarzenberg stammte aus der Familie Schwarzenberg und war der 10. Fürst zu Schwarzenberg. Als ältester Sohn des Fürsten Johann II. (1860–1938) und dessen Gemahlin Therese Gräfin von und zu Trauttmansdorff-Weinsberg (1870–1945) war er ab 1938 das Oberhaupt der sogenannten Primogenitur-Linie des fürstlichen Hauses, auch Erstes Majorat bzw. Schwarzenberg-Krumau-Frauenberg genannt. (Ende des 18. Jahrhunderts hatten sich zwei Linien gebildet, mit dem Reichsfürsten Joseph II. als Herrn des Ersten Majorats und seinem jüngeren Bruder Karl I. Philipp als Herrn der Sekundogenitur, des Zweiten Majorats, auch Schwarzenberg-Orlík genannt. Karl I. Philipp hatte für die Sekundogenitur 1804 ebenfalls einen erblichen Fürstentitel erhalten.)
Der damalige Erbprinz Adolph besuchte das Gymnasium in Feldkirch und studierte Welthandel und Rechtswissenschaften an der Universität Prag, wo er 1914 Dr. iur. wurde. Er war im Ersten Weltkrieg Offizier der österreichisch-ungarischen Armee, in der er insbesondere in Italien und im Nahen Osten kämpfte. Nach Kriegsende 1918 zerfiel die Donaumonarchie und in der neu entstandenen Tschechoslowakei wurde am 10. Dezember 1918 der Adel abgeschafft und das Führen entsprechender Titel untersagt.
Ab 1921 war er in der Verwaltung des Familienbesitzes tätig, der nunmehr in drei Staaten lag. 1923 ernannte ihn sein Vater zum Generalbevollmächtigten für die böhmischen Güter. Nach dem Tod seines Vaters am 1. Oktober 1938 in Wien übernahm Adolph Schwarzenberg als Erbe die Familiengüter, darunter Schloss Krumau, Schloss Frauenberg und das Prager Palais Schwarzenberg nebst umfangreichem land- und forstwirtschaftlichem sowie industriellem Besitz. In Österreich besaß er das Wiener Palais Schwarzenberg und Schloss Obermurau samt Forstgut in der Steiermark, in Deutschland Schloss Schwarzenberg in Mittelfranken.
Später war er Reserveoffizier der tschechoslowakischen Armee.
Als Gegner des Nazi-Regimes war Schwarzenberg letztlich gezwungen, 1939 nach Italien zu emigrieren, wo im selben Jahr auch sein Schwager Rupprecht von Bayern untertauchte. 1941 floh er weiter in die USA. Er hatte 1938 nach dem Anschluss Österreichs an das Deutsche Reich am Park seines Wiener Palais eine Tafel mit der Aufschrift „Hier sind Juden erwünscht“ anbringen lassen. Sein Adoptivsohn Heinrich wurde auf Befehl Heinrich Himmlers in das KZ Buchenwald verschleppt. Sein gesamter im sogenannten Reichsgebiet (also in Deutschland, Österreich und dem Protektorat Böhmen-Mähren) gelegener Besitz wurde 1940 auf persönlichen Befehl Himmlers durch die Gestapo enteignet.
Da er die tschechoslowakische Staatsangehörigkeit besaß, waren nach dem Zweiten Weltkrieg die Bestimmungen der Beneš-Dekrete zur Enteignung deutschen Vermögens auf ihn nicht anwendbar. Das Bekenntnis beider Schwarzenberger Familienzweige (auch der Sekundogenitur-Linie) zum Tschechentum (die Familienangehörigen waren zweisprachig) bewirkte, dass sie in der dritten tschechoslowakischen Republik zwischen 1945 und 1947 ihre Besitzungen zurückerhielten. Im Sommer 1947 erließ das bereits kommunistisch dominierte tschechoslowakische Parlament jedoch die Lex Schwarzenberg, die eigens auf die riesigen Besitzungen von Adolph Schwarzenberg abzielte. Dieses Gesetz überführte seinen tschechoslowakischen Besitz ohne Entschädigung in Staatseigentum. Kurz darauf verlor auch die Sekundogenitur-Linie ihre Besitzungen aufgrund der allgemeinen Enteignung sämtlichen Großgrund- und Industriebesitzes. 1948 endete die Dritte Republik und die Tschechoslowakei wurde unter der Bezeichnung Tschechoslowakische Sozialistische Republik (ČSSR) endgültig kommunistisch. Auch seine österreichischen Besitzungen blieben ihm unzugänglich, da sie im sowjetisch besetzten Nachkriegsösterreich lagen. Er kehrte nach Italien zurück.
Schwarzenberg war verheiratet mit Prinzessin Hilda von Luxemburg und Nassau (* 15. Februar 1897; † 8. September 1979), einer Tochter von Großherzog Wilhelm IV. von Luxemburg und Schwägerin von Kronprinz Rupprecht von Bayern. Da die Ehe kinderlos blieb und seine beiden jüngeren Brüder bereits kinderlos verstorben waren, adoptierte er 1940 einen jüngeren Cousin, Heinrich Schwarzenberg (1903–1965). Dieser erbte nach Adolphs Tod 1950 die nach 1947 verbliebenen österreichischen und deutschen Besitzungen. Der dynastische Fürstentitel der Primogenitur fiel jedoch an Heinrichs älteren Bruder Joseph (1900–1979). Da dieser keine Kinder hatte und Heinrich lediglich eine Tochter (Elisabeth * 1947), adoptierte Heinrich 1960 Karel Schwarzenberg aus der Sekundogenitur-Linie als Erben, womit die beiden Linien sich wieder vereinigten. Karel Schwarzenberg verzichtete nach 1990 auf eine Anfechtung der Lex Schwarzenberg. Er erhielt aufgrund des 1991 erlassenen allgemeinen Restitutionsgesetzes aber die Besitzungen der Sekundogenitur zurückerstattet. Von Heinrich erbte er die österreichischen und deutschen Besitzungen. Später wurde er tschechischer Außenminister.